# Pro League 2023-24
La temporada 2023-24 fue la 121.ª temporada de la Primera División de Bélgica la máxima categoría del fútbol profesional en Bélgica. El torneo comenzó el 28 de julio de 2023 y finalizó el 2 de junio de 2024.
El Royal Antwerp fue el campeón defensor tras obtener la pasada temporada su quinto título de liga y el primero en 66 años (temporada 1956-57).

## Cambio de formato
Después de 3 temporadas, la Pro League belga volvió al formato "antiguo" con el número de equipos reducido de 18 a 16 y con play-offs similares a los anteriores a la pandemia de covid-19. Después de la temporada regular, los seis mejores equipos se clasificaron para los Play-offs de Champions (comúnmente llamados "Play-offs I"), los equipos del 7.º al 12.º lugar se clasificaron para los Play-offs de Europa (comúnmente llamados "Play-offs II"), pero lo que es más importante, el número de equipos que descendieron aumentó de uno a dos o tres, ya que los últimos cuatro equipos (del 13 al 16) jugaron los play-offs de descenso, después de lo cual los dos últimos equipos descendieron directamente y el equipo que finalizó 14.º en la general para jugar contra el tercer clasificado de la Challenger Pro League por el puesto final en la Pro League belga 2024-25.

## Ascensos y descensos
Debido al cambio de formato de la liga que redujo el número de equipos de 18 a 16, los equipos que fueron relegados a la Challenger Pro League la temporada pasada fueron: KV Oostende que descendió después de diez temporadas, RFC Seraing después de dos temporadas y Zulte Waregem que perdió la categoría después de 18 temporadas en la máxima división. 
Fueron reemplazados por el RWD Molenbeek, campeón de la Challenger Pro League 2022-23. Oficialmente, este club jugará su primera temporada en la máxima categoría, pero el club se ve a sí mismo como el sucesor del ex RWD Molenbeek, ex campeón belga en la temporada 1974-75, que jugó por última vez al más alto nivel en 2002. Otro equipo sucesor distinto con nombre similar RWDM Bruselas también jugó cuatro temporadas al más alto nivel desde 2004 hasta 2008.
| Pos. | Descendido de la Pro League 2022-23 |
| ---- | ----------------------------------- |
| 16.° | KV Oostende                         |
| 17.° | SV Zulte Waregem                    |
| 18.° | RFC Seraing                         |

| Pos. | Ascendido de la Segunda División de Bélgica 2022-23 |
| ---- | --------------------------------------------------- |
| 1.°  | RWD Molenbeek                                       |

## Equipos participantes
| Club                 | Ciudad       | Estadio                       | Capacidad |
| -------------------- | ------------ | ----------------------------- | --------- |
| RSC Anderlecht       | Bruselas     | Estadio Constant Vanden Stock | 21 500    |
| R. Charleroi SC      | Charleroi    | Estadio del País de Charleroi | 14 000    |
| Círculo de Brujas    | Brujas       | Estadio Jan Breydel           | 29 042    |
| Club Brujas          | Brujas       | Estadio Jan Breydel           | 29 042    |
| KAS Eupen            | Eupen        | Kehrweg Stadion               | 8363      |
| KRC Genk             | Genk         | Cegeka Arena                  | 24 956    |
| KAA Gante            | Gante        | Ghelamco Arena                | 20 000    |
| KV Kortrijk          | Kortrijk     | Guldensporen Stadion          | 9399      |
| Oud-Heverlee Leuven  | Lovaina      | Den Dreef Stadion             | 10 000    |
| RKV Malinas          | Mechelen     | Stadion Achter de Kazerne     | 16 700    |
| Royal Antwerp        | Amberes      | Bosuilstadion                 | 12 975    |
| Sint-Truidense VV    | Sint-Truiden | Stayen                        | 14 600    |
| Standard Lieja       | Lieja        | Estadio Maurice Dufrasne      | 30 023    |
| Union Saint-Gilloise | Saint-Gilles | Stade Joseph Marien           | 8000      |
| RWD Molenbeek        | Molenbeek    | Estadio Edmond Machtens       | 12 266    |
| KVC Westerlo         | Westerlo     | Het Kuipje                    | 8035      |

## Temporada regular

### Tabla de posiciones
| Pos. | Equipo               | Pts. | PJ | G  | E  | P  | GF | GC | Dif. | Clasificación  |
| ---- | -------------------- | ---- | -- | -- | -- | -- | -- | -- | ---- | -------------- |
| 1    | Union Saint-Gilloise | 70   | 30 | 21 | 7  | 2  | 63 | 31 | +32  | Play-offs I    |
| 2    | Anderlecht           | 63   | 30 | 18 | 9  | 3  | 58 | 30 | +28  | Play-offs I    |
| 3    | Royal Antwerp        | 52   | 30 | 14 | 10 | 6  | 55 | 27 | +28  | Play-offs I    |
| 4    | Club Brujas          | 51   | 30 | 14 | 9  | 7  | 62 | 29 | +33  | Play-offs I    |
| 5    | Círculo de Brujas    | 47   | 30 | 14 | 5  | 11 | 44 | 34 | +10  | Play-offs I    |
| 6    | Genk                 | 47   | 30 | 12 | 11 | 7  | 51 | 31 | +20  | Play-offs I    |
| 7    | Gante                | 47   | 30 | 12 | 11 | 7  | 53 | 38 | +15  | Play-offs II   |
| 8    | Malinas              | 45   | 30 | 13 | 6  | 11 | 39 | 34 | +5   | Play-offs II   |
| 9    | Sint-Truidense       | 40   | 30 | 10 | 10 | 10 | 35 | 46 | −11  | Play-offs II   |
| 10   | Standard de Lieja    | 34   | 30 | 8  | 10 | 12 | 33 | 41 | −8   | Play-offs II   |
| 11   | Westerlo             | 30   | 30 | 7  | 9  | 14 | 42 | 54 | −12  | Play-offs II   |
| 12   | Oud-Heverlee Leuven  | 29   | 30 | 7  | 8  | 15 | 34 | 47 | −13  | Play-offs II   |
| 13   | Royal Charleroi      | 29   | 30 | 7  | 8  | 15 | 26 | 48 | −22  | Grupo Descenso |
| 14   | Eupen                | 24   | 30 | 7  | 3  | 20 | 24 | 58 | −34  | Grupo Descenso |
| 15   | Kortrijk             | 24   | 30 | 6  | 6  | 18 | 22 | 57 | −35  | Grupo Descenso |
| 16   | Molenbeek            | 23   | 30 | 5  | 8  | 17 | 31 | 67 | −36  | Grupo Descenso |

 Fuente: Soccerway
Criterios de clasificación: 1) Puntos; 2) Partidos ganados; 3) Gol diferencia; 4) Goles anotados; 5) Sorteo.
Notas:
1. ↑  El ganador de la fase regular se clasificaba a la Liga Europa de la UEFA 2024-25 en caso no clasificar a la Liga de Campeones de la UEFA 2024-25 mediante los Play-offs I.

### Resultados
| Local \ Visitante    | GNK | USG | ANT | CLU | GNT | STA | MOL | CER | CHA | OHL | AND | STR | MEC | KVK | EUP | WES |
| -------------------- | --- | --- | --- | --- | --- | --- | --- | --- | --- | --- | --- | --- | --- | --- | --- | --- |
| K. R. C. Genk        |     | 0–1 | 3–0 | 0–3 | 2–2 | 1–0 | 3–1 | 1–1 | 0–0 | 3–1 | 1–1 | 3–3 | 4–0 | 4–0 | 0–1 | 3–3 |
| Union Saint-Gilloise | 0–2 |     | 2–2 | 2–1 | 1–1 | 2–1 | 3–2 | 2–1 | 3–1 | 5–1 | 2–0 | 2–1 | 1–0 | 3–0 | 4–1 | 2–2 |
| Royal Antwerp        | 3–2 | 1–1 |     | 2–1 | 0–0 | 6–0 | 0–0 | 1–0 | 4–1 | 1–0 | 1–1 | 3–0 | 0–1 | 6–0 | 4–1 | 2–2 |
| Club Brujas          | 1–1 | 1–1 | 2–1 |     | 2–0 | 2–0 | 7–1 | 0–0 | 4–2 | 3–1 | 1–2 | 1–1 | 1–1 | 3–3 | 4–0 | 3–0 |
| K. A. A. Gante       | 1–1 | 1–1 | 2–2 | 2–1 |     | 3–1 | 4–0 | 1–2 | 5–0 | 4–0 | 1–1 | 2–2 | 1–2 | 3–2 | 2–1 | 2–2 |
| Standard de Lieja    | 1–0 | 0–1 | 0–1 | 2–1 | 4–2 |     | 1–1 | 0–1 | 0–0 | 1–0 | 3–2 | 1–1 | 1–1 | 0–1 | 4–0 | 0–0 |
| Molenbeek            | 0–4 | 2–3 | 0–4 | 1–6 | 1–1 | 2–2 |     | 2–1 | 0–0 | 1–1 | 0–3 | 3–0 | 1–0 | 1–1 | 0–1 | 1–1 |
| Círculo de Brujas    | 0–1 | 0–2 | 1–3 | 1–1 | 2–0 | 1–1 | 4–0 |     | 2–0 | 3–2 | 0–3 | 4–1 | 2–3 | 3–0 | 2–0 | 2–1 |
| Charleroi            | 0–1 | 1–3 | 3–2 | 1–4 | 1–3 | 1–1 | 2–1 | 0–0 |     | 1–1 | 1–3 | 1–1 | 3–1 | 1–0 | 1–0 | 3–2 |
| OH Leuven            | 2–1 | 0–2 | 1–1 | 0–1 | 1–1 | 1–2 | 1–2 | 1–2 | 0–0 |     | 1–1 | 4–0 | 1–0 | 3–0 | 3–0 | 0–2 |
| Anderlecht           | 2–1 | 2–2 | 1–0 | 1–1 | 1–0 | 2–2 | 2–1 | 2–0 | 2–1 | 5–1 |     | 4–1 | 3–1 | 0–1 | 1–0 | 2–1 |
| Sint-Truidense       | 1–1 | 0–4 | 1–1 | 2–1 | 4–1 | 1–0 | 2–1 | 0–2 | 1–0 | 1–1 | 0–1 |     | 2–0 | 1–0 | 1–1 | 1–0 |
| KV Malinas           | 1–1 | 4–0 | 0–0 | 0–0 | 0–1 | 3–0 | 3–1 | 0–2 | 1–0 | 1–2 | 2–2 | 0–2 |     | 3–0 | 1–0 | 3–1 |
| Kortrijk             | 0–3 | 1–3 | 0–1 | 1–0 | 0–2 | 1–1 | 3–2 | 2–1 | 1–0 | 0–0 | 2–2 | 0–1 | 0–3 |     | 1–3 | 1–2 |
| K. A. S. Eupen       | 1–3 | 1–2 | 1–0 | 0–5 | 0–2 | 1–3 | 1–3 | 0–2 | 2–0 | 3–1 | 1–3 | 1–0 | 0–1 | 1–1 |     | 2–2 |
| Westerlo             | 1–1 | 1–3 | 0–3 | 0–1 | 1–3 | 2–1 | 3–0 | 4–2 | 0–1 | 0–3 | 1–3 | 3–3 | 2–3 | 1–0 | 2–0 |     |

## Play-offs I
Cada equipo inició con la mitad de puntos obtenidos en la temporada regular, en algunos casos se redondeó el valor.

### Tabla de posiciones
| Pos. | Equipo               | Pts. | PJ | G | E | P | GF | GC | Dif. | Clasificación                         |
| ---- | -------------------- | ---- | -- | - | - | - | -- | -- | ---- | ------------------------------------- |
| 1    | Club Brujas (C)      | 50   | 10 | 7 | 3 | 0 | 21 | 6  | +15  | Fase de liga de la Liga de Campeones  |
| 2    | Union Saint-Gilloise | 49   | 10 | 4 | 2 | 4 | 17 | 12 | +5   | Tercera ronda de la Liga de Campeones |
| 3    | Anderlecht           | 46   | 10 | 4 | 2 | 4 | 12 | 12 | 0    | Ronda de play-off de la Liga Europa   |
| 4    | Círculo de Brujas    | 37   | 10 | 3 | 4 | 3 | 13 | 13 | 0    | Segunda ronda de la Liga Europa       |
| 5    | Genk                 | 37   | 10 | 4 | 1 | 5 | 8  | 17 | −9   | Play-off por competencias europeas    |
| 6    | Royal Antwerp        | 32   | 10 | 2 | 0 | 8 | 7  | 18 | −11  |                                       |

 Fuente: Soccerway
Criterios de clasificación: 1) Puntos; 2) Puntos sin redondeo; 3) Posición en la temporada regular.
Notas:
1. ↑  Dado que el campeón de la Copa de Bélgica 2023-24, Union Saint-Gilloise, clasificó a la Liga de Campeones en función de su rendimiento en la liga, el cupo que otorgó la Copa de Bélgica en la Liga Europa pasó al tercer lugar de este torneo.
2. 1 2  Posición en la temporada regular: Círculo de Brujas 5, Genk 6.

### Resultados
| Local \ Visitante    | AND | ANT | CER | CLU | GNK | USG |
| -------------------- | --- | --- | --- | --- | --- | --- |
| Anderlecht           |     | 1–0 | 3–0 | 0–1 | 2–1 | 2–1 |
| Royal Antwerp        | 3–1 |     | 1–2 | 1–2 | 0–1 | 0–3 |
| Círculo de Brujas    | 1–1 | 0–1 |     | 1–1 | 4–1 | 1–2 |
| Club Brujas          | 3–1 | 3–0 | 0–0 |     | 4–0 | 2–2 |
| K. R. C. Genk        | 2–1 | 1–0 | 1–1 | 0–3 |     | 1–0 |
| Union Saint-Gilloise | 0–0 | 4–1 | 2–3 | 1–2 | 2–0 |     |

## Play-offs II
Cada equipo inició con la mitad de puntos obtenidos en la temporada regular, en algunos casos se redondeó el valor.

### Tabla de posiciones
| Pos. | Equipo              | Pts. | PJ | G | E | P | GF | GC | Dif. | Clasificación                      |
| ---- | ------------------- | ---- | -- | - | - | - | -- | -- | ---- | ---------------------------------- |
| 1    | Gante (O)           | 48   | 10 | 8 | 0 | 2 | 27 | 10 | +17  | Play-off por competencias europeas |
| 2    | Malinas             | 39   | 10 | 5 | 1 | 4 | 20 | 18 | +2   |                                    |
| 3    | Sint-Truidense      | 33   | 10 | 3 | 4 | 3 | 14 | 15 | −1   |                                    |
| 4    | Oud-Heverlee Leuven | 30   | 10 | 4 | 3 | 3 | 12 | 12 | 0    |                                    |
| 5    | Westerlo            | 24   | 10 | 2 | 3 | 5 | 17 | 20 | −3   |                                    |
| 6    | Standard de Lieja   | 22   | 10 | 0 | 5 | 5 | 12 | 27 | −15  |                                    |

 Fuente: Soccerway
Criterios de clasificación: 1) Puntos; 2) Puntos sin redondeo; 3) Posición en la temporada regular.

### Resultados
| Local \ Visitante | GNT | MEC | OHL | STA | STR | WES |
| ----------------- | --- | --- | --- | --- | --- | --- |
| K. A. A. Gante    |     | 3–1 | 0–1 | 5–1 | 2–0 | 3–2 |
| KV Malinas        | 2–4 |     | 3–0 | 3–2 | 2–3 | 3–2 |
| OH Leuven         | 2–1 | 2–3 |     | 3–1 | 1–0 | 1–2 |
| Standard de Lieja | 1–4 | 0–0 | 0–0 |     | 1–1 | 0–5 |
| Sint-Truidense    | 0–2 | 2–1 | 1–1 | 3–3 |     | 2–0 |
| Westerlo          | 0–3 | 0–2 | 1–1 | 3–3 | 2–2 |     |

### Play-off por competencias europeas
Partido único entre el quinto clasificado del grupo campeonato, K. R. C. Genk, y el K. A. A. Gante, vencedor de los play-offs II, con localía para el equipo procedente del grupo campeonato. El ganador se clasificó para competiciones europeas.
| 2 de junio de 2024 | Genk | 0 – 1   | Gante         | Cegeka Arena, Genk          |                             |
| 13:30 (UTC+2)      |      | Reporte | Hjulsager 60' | Árbitro(s): Nicolás Laforge | Árbitro(s): Nicolás Laforge |

## Grupo Descenso
Cada equipo inició con la totalidad de puntos obtenidos en la temporada regular.

### Tabla de posiciones
| Pos. | Equipo          | Pts. | PJ | G | E | P | GF | GC | Dif. | Descenso                    |
| ---- | --------------- | ---- | -- | - | - | - | -- | -- | ---- | --------------------------- |
| 1    | Royal Charleroi | 45   | 6  | 5 | 1 | 0 | 11 | 4  | +7   |                             |
| 2    | Kortrijk (O)    | 31   | 6  | 2 | 1 | 3 | 7  | 10 | −3   | Play-off por la permanencia |
| 3    | Molenbeek (D)   | 30   | 6  | 2 | 1 | 3 | 8  | 9  | −1   | Descenso de categoría       |
| 4    | Eupen (D)       | 28   | 6  | 1 | 1 | 4 | 5  | 8  | −3   | Descenso de categoría       |

 Fuente: Soccerway
Criterios de clasificación: 1) Puntos; 2) Puntos sin redondeo; 3) Posición en la temporada regular.

### Resultados
| Local \ Visitante | CHA | EUP | KVK | MOL |
| ----------------- | --- | --- | --- | --- |
| Charleroi         |     | 1–0 | 3–1 | 0–0 |
| K. A. S. Eupen    | 1–2 |     | 1–1 | 2–0 |
| Kortrijk          | 1–2 | 1–0 |     | 2–4 |
| Molenbeek         | 1–3 | 3–1 | 0–1 |     |

### Play-off por la permanencia
| Ida; 19 de mayo de 2024 | Lommel | 0 – 1   | Kortrijk         | Soevereinstadion, Lommel    |                             |
| 19:15 (UTC+2)           |        | Reporte | Kadri 14' (pen.) | Árbitro(s): Lawrence Visser | Árbitro(s): Lawrence Visser |

| Vuelta; 26 de mayo de 2024 | Kortrijk                                    | 4 – 2 (t. s.)(Global 5 – 2) | Lommel                                | Guldensporen Stadion, Cortrique |                      |
| 13:30 (UTC+2)              | - Ambrose 96', 101', 117' - João Silva 109' | Reporte                     | - Diego Rosa 3' - Schoofs 105' (pen.) | Árbitro(s): Bert Put            | Árbitro(s): Bert Put |

## Máximos goleadores
| N.° | Jugador            | Club          | Goles |
| --- | ------------------ | ------------- | ----- |
| 1   | Kévin Denkey       | Cercle Brugge | 27    |
| 2   | Mohamed Amoura     | Union SG      | 18    |
| 2   | Anders Dreyer      | Anderlecht    | 18    |
| 2   | Igor Thiago        | Club Brugge   | 18    |
| 5   | Kasper Dolberg     | Anderlecht    | 15    |
| 5   | Aboubakary Koita   | Sint-Truiden  | 15    |
| 5   | Gustaf Nilsson     | Union SG      | 15    |
| 5   | Tarik Tissoudali   | Gent          | 15    |
| 9   | Andreas Skov Olsen | Club Brugge   | 14    |
| 10  | Nicolas Madsen     | Westerlo      | 13    |